# Barwani
Barwani là một thành phố và khu đô thị của quận Barwani thuộc bang Madhya Pradesh, Ấn Độ.

## Địa lý
Barwani có vị trí 22°02′B 74°54′Đ / 22,03°B 74,9°Đ Nó có độ cao trung bình là 178 mét (583 foot).

## Nhân khẩu
Theo điều tra dân số năm 2001 của Ấn Độ, Barwani có dân số 43.222 người. Phái nam chiếm 52% tổng số dân và phái nữ chiếm 48%. Barwani có tỷ lệ 67% biết đọc biết viết, cao hơn tỷ lệ trung bình toàn quốc là 59,5%: tỷ lệ cho phái nam là 73%, và tỷ lệ cho phái nữ là 59%. Tại Barwani, 14% dân số nhỏ hơn 6 tuổi.